# Antonio Piñeiro
Antonio Piñeiro Sánchez (Mugardos, La Coruña, 1960) es un militar español de la Armada, actual almirante jefe de Estado Mayor de la Armada desde 2023, con rango de almirante general.

## Biografía
Piñeiro nació en el municipio español de Mugardos (provincia de La Coruña) en 1960. Ingresó en la Escuela Naval Militar en 1979, obteniendo el empleo de alférez de navío en 1984. Es especialista en Comunicaciones, Guerra Naval y graduado en el NATO Defence College (NADEFCOL).
Durante su carrera militar, ha estado destinado en misiones internacionales como la Guerra del Golfo y Active Endeavour, así como en agrupaciones permanentes navales de la OTAN. Entre sus mandos, están el patrullero Laya (P-12), el remolcador oceánico Mahón (A-51), la fragata Álvaro de Bazán (F-101) y el portaaeronaves Juan Carlos I (L-61).
También ha estado destinado en la Escuela Superior de las Fuerzas Armadas (ESFAS), en la Dirección de Enseñanza Naval y en la Sección de Inteligencia del Estado Mayor de la Armada, de la que fue jefe.
A partir de 2015, ya como contralmirante, entró en el núcleo de decisión de las Fuerzas Armadas. Primero, entre octubre de 2015 y septiembre de 2018 fue adjunto de operaciones en el Mando de Operaciones (MOPS) del Estado Mayor de la Defensa. En septiembre de 2018 fue promovido a vicealmirante y elegido para ocupar el cargo de director de Personal de la Armada hasta octubre de 2021, cuando fue ascendido al empleo de almirante y se le confió la Jefatura de Personal de la Armada.
El 25 de abril de 2023 el Consejo de Ministros le nombró jefe de Estado Mayor de la Armada, con ascenso al empleo de almirante general.